# 高田健太郎
高田 健太郎（たかだ けんたろう、1983年4月13日 - ）は、北海道出身のサッカー選手。ナショナルプレミアサッカーリーグ・アトランタシルバーバックス所属。

## 来歴
北海道教育大学函館校時代には北海道学生リーグで2002年に新人王、2005年にMVPを獲得。全日本インカレには2003年、2004年の2大会に出場。
2006年、ザスパ草津U-23に入団。2007年にはトップ登録もされたが、同年で退団。
2009年、アメリカに渡り、USLプレミアデベロップメントリーグ（4部相当）所属のロチェスター・サンダーに入団。オーバーエイジ枠の選手として1年間プレーした。
2010年、USSF2部プロリーグ所属のNSCミネソタ・スターズと契約。同年5月29日、ACセントルイス戦でデビュー。9月24日、シーズン最終戦のFCタンパベイ戦ではプロ初ゴールを決めた。
2015年、USLプロフェッショナルリーグのセント・ルイスFCに移籍。シーズン終了後はオフ期間を利用し同グループのインドアサッカーチームセント・ルイス・アンブッシュに加入。メジャーアリーナサッカーリーグに参加。
2017年ナショナルプレミアサッカーリーグのアトランタ・シルバーバックスに移籍。

## 所属クラブ
- 上磯町立上磯中学校
- 札幌第一高校
- 2002年 - 2005年 北海道教育大学函館校
- 2006年 - 2007年 ザスパ草津U-23
  - 2007年 ザスパ草津
- 2009年  ロチェスター・サンダー
- 2010年 - 2014年  ミネソタ・スターズFC
- 2015年 - 2016年  セント・ルイスFC
- 2017年-　アトランタ・シルバーバックス

## 個人成績
| 国内大会個人成績 | 国内大会個人成績 | 国内大会個人成績 | 国内大会個人成績 | 国内大会個人成績 | 国内大会個人成績 | 国内大会個人成績 | 国内大会個人成績 | 国内大会個人成績 | 国内大会個人成績 | 国内大会個人成績 | 国内大会個人成績 |
| 年度             | クラブ           | 背番号           | リーグ           | リーグ戦         | リーグ戦         | リーグ杯         | リーグ杯         | オープン杯       | オープン杯       | 期間通算         | 期間通算         |
| 年度             | クラブ           | 背番号           | リーグ           | 出場             | 得点             | 出場             | 得点             | 出場             | 得点             | 出場             | 得点             |
| 日本             | 日本             | 日本             | 日本             | リーグ戦         | リーグ戦         | リーグ杯         | リーグ杯         | 天皇杯           | 天皇杯           | 期間通算         | 期間通算         |
| ---------------- | ---------------- | ---------------- | ---------------- | ---------------- | ---------------- | ---------------- | ---------------- | ---------------- | ---------------- | ---------------- | ---------------- |
| 2007             | 草津             | 33               | J2               | 0                | 0                | -                | -                |                  |                  |                  |                  |
| 通算             | 日本             | 日本             | J2               | 0                | 0                | -                | -                |                  |                  |                  |                  |
| 総通算           | 総通算           | 総通算           | 総通算           | 0                | 0                | 0                | 0                |                  |                  |                  |                  |